# Galium hystricocarpum
Galium hystricocarpum är en måreväxtart som beskrevs av Jesse More Greenman. Galium hystricocarpum ingår i släktet måror, och familjen måreväxter. Inga underarter finns listade i Catalogue of Life.